# Skazka o care Saltane
Skazka o care Saltane (in russo Сказка о царе Салтане?) è un film del 1943 diretto da Valentina e Zinaida Brumberg. È un mediometraggio d'animazione prodotto dalla Sojuzmul'tfil'm e tratto da La fiaba dello zar Saltan di Aleksandr Sergeevič Puškin.

## Trama
Lo zar Saltan fa visita a tre sorelle e sceglie la più giovane come sua moglie, mentre ordina anche alle altre due di seguirlo alla reggia per essere l'una cuoca e l'altra tessitrice reali. Le due divengono però invidiose della loro sorella minore. Quando lo zar va in guerra, la zarina dà alla luce un figlio, il principe Gvidon. Le sorelle maggiori fanno in modo che la zarina e il bambino vengano sigillati in una botte e gettati in mare. Il mare ha pietà di loro e li getta sulla riva di un'isola remota, Bujan. Il principe, cresciuto rapidamente mentre era nella botte, va a caccia, finendo per salvare un cigno incantato da un aquilone. Il cigno crea una città da far governare al principe Gvidon, ma quest'ultimo ha nostalgia di casa, quindi il cigno lo trasforma prima in una zanzara, poi in una mosca e quindi in un calabrone, usando queste sembianze rispettivamente per pungere le sue due zie all'occhio (accecandole) e la baba Babarikha al naso. Alla fine, il principe esprime il desiderio di una sposa invece della sua vecchia casa, e a quel punto il cigno si rivela essere una bellissima principessa, che lo sposa. Il principe riceve quindi la visita dello zar, che è felicissimo di trovare il figlio e la nuora appena sposati.

## Produzione
Skazka o care Saltane fu uno dei film più significativi prodotti dallo studio durante la seconda guerra mondiale, che provocò numerose difficoltà. Realizzato tramite la tecnica del rotoscopio, il film fu colorato secondo il metodo a tre colori di Pável Méršin, ma dopo l'uscita nei cinema è sempre stata reperibile solo una versione in bianco e nero. La versione a colori è conservata presso il Gosfilmofond.